# Hungarnet-díj
A Hungarnet-díj egy magyar informatikai műszaki és műszaki menedzsment szakembereket elismerő díj.
A díjat a Hungarnet Egyesület alapította 2007-ben, és célja „olyan Magyarországon tevékenykedő és élő szakemberek elismerése, akik a hálózati műszaki fejlesztés, a tartalomszolgáltatás, illetve e két terület menedzsmentje terén kiemelkedő teljesítményt nyújtottak”.
A díjjal páros években a hálózati műszaki fejlesztés és az ehhez kapcsolódó menedzsment témájában, míg páratlan években a tartalomfejlesztés és menedzsment témakörben kiemelkedő eredményeket elérő személyt vagy személyeket díjaznak. Minden évben legfeljebb két díj odaítélésére kerül sor, mely emlékplakettből és pénzjutalomból áll.
A díjra az egyesület tagjai tehetnek javaslatot, melyek minden év február végéig érkeznek be, és amiről egy öttagú szakmai zsűri dönt március 15-ig. 
A díjat az évente megrendezett NERWORKSHOP konferencia keretében adják át.

## Díjazottak
| Év   | Menedzsment                                            | Műszaki/tartalmi fejlesztés               |
| ---- | ------------------------------------------------------ | ----------------------------------------- |
| 2007 | Dr. Bakonyi Péter, Dr. Mader Béla, Dr. Vámos Tibor     | Dr. Csaba László                          |
| 2008 | Dr. Kroó Norbert                                       | Zimányi Magdolna                          |
| 2009 | Dr. Zombory László                                     | Dr. Kokas Károly                          |
| 2010 | Nagy Miklós                                            | Pásztor Miklós                            |
| 2011 | Springer Ferenc                                        | Drótos László                             |
| 2012 | Dr. Bálint Lajos                                       | Kadlecsik József                          |
| 2013 | Dr. Faludi Beatrix                                     | Moldován István                           |
| 2014 | Dr. Koltay Klára                                       | Dr. Tétényi István                        |
| 2015 |                                                        | Dr. Monok István                          |
| 2016 | Sárvári Klára                                          | Martos Balázs                             |
| 2017 | Seres József                                           | Dr. Kis-Tóth Lajos                        |
| 2018 | Bajnok Kristóf, Frank Tamás, Dr. habil. Tick József    | Szabó Gyula                               |
| 2019 | Tamáska Lajos                                          | Holl András                               |
| 2020 | Rigó Ernő                                              | Dr. Borús András                          |
| 2021 | Dr. Solymár Károly Balázs, Ritter Dávid, Mohácsi János | Dr. Tószegi Zsuzsanna                     |
| 2022 | Dr. Gál András Levente, Dr. Gál Zoltán                 | Farkas István                             |
| 2023 | Ormos Pál                                              | Bánki Zsolt, Ungváry Rudolf               |
| 2024 | Dr. Vonderviszt Lajos                                  | Zeisel Tamás, Dr. Fehér Gyula             |
| 2025 | Tóth Ágnes                                             | Bilicsi Erika, Lengyelné dr. Molnár Tünde |